# بيتليدزا
كانت بيتليدزا (أيضا، بارتراشين) مدينة في مقاطعة يريفان بأرمينيا. هو الآن في حالة خراب.